# Neckar-Donau-Kanal
Der Neckar-Donau-Kanal war eine geplante Großschifffahrtsstraße. Da die Schwäbische Alb früher mit Lasten schwer zu überqueren war und die Straßen schlecht gebaut waren, wollte man eine durchgehende Schifffahrtsstraße vom Neckar bis zur Donau bauen. Der Kanal sollte von der Rems, dem Kocher und der Brenz bis in die Donau führen.

## Geschichte

### Erste Kanalpläne im Jahr 1784
Die erste Idee zu einer Großschifffahrtsstraße hatte im Jahr 1784 der Italiener Giacomo Bernando. Er wollte eine Staatsanstellung am Stuttgarter Hof als Hauptplaner des Projektes bekommen, dies gelang ihm jedoch nicht, da das Projekt abgelehnt wurde. Es war kostenaufwendig und schwer zu realisieren.

### Wiederaufnahme der Kanalpläne im 19. Jahrhundert
1802 fertigten die beiden württembergischen Staatstechniker Karl August Friedrich von Duttenhofer und Carl Christian von Seeger die ersten Pläne an. Diese wurden nie umgesetzt, da man befürchtete, dass durch die Kanalspeisung das Wasser in den Flüssen knapp werden könnte und die Eisenwerke neben den Flüssen davon betroffen sein könnten.
1807 setzte sich der Hüttenschreiber der Eisenwerke Friedrich Bleibel für den Kanal ein, wurde jedoch von der Regierung ignoriert. Weitere Versuche der Kanalplanung unternahm im Jahr 1824 der Sohn des Obersten von Duttenhofer. Der erste Versuch gelang ihm nicht, der zweite wurde von ihm selbst als nicht umsetzbar erklärt.
1830 beauftragte König Wilhelm I. eine Kommission mit der Planung einer Eisenbahnlinie anstelle des Kanals. 1851 wurde diese fertiggestellt, sie führte durch das Filstal. Da viele Menschen weiterhin für die Umsetzung des Neckar-Donau-Kanals waren, unterbreitete der Baurat Sprenger im Jahr 1865 dem Oberbaurat Vorschläge zur Regulierung des Neckars und zum Bau eines Kanals über Heidenheim bis zur Donau, dieser wurde abgelehnt.

### Erneute Wiederaufnahme der Kanalpläne gegen Ende des 19. Jahrhunderts
Mehrere Jahre ist das Projekt dann in Vergessenheit geraten, erhielt aber einen neuen Aufschwung im Jahr 1897, als das „Comité zur Hebung der Neckarschifffahrt“ gegründet wurde. 1901 führte erstmals die württembergische Regierung Gespräche über den Bau eines Kanals und 1907 wurde der Regierungsbaumeister Eberhardt beauftragt, Pläne zu entwickeln. In diesen war festgehalten, dass der Kanal eine 113 km lange Großschifffahrtsstraße werden und durch die Täler der Rems, des Kochers und der Brenz führen sollte. Die Kosten kalkulierte er bei 112 Millionen Mark ein. In Schorndorf, Gmünd, Aalen und Heidenheim sollten Binnenhäfen entstehen. Die Trassenführung im Bereich Heidenheims war genauestens geplant. Der Kanal sollte im natürlichen Brenzbett von Oberkochen über Königsbronn, Itzelberg, Aufhausen und Schnaitheim in den Ortskern von Heidenheim führen. Beim Bahnhof sollte der Kanal die Brenz verlassen und künstlich durch Mergelstetten und Bolheim geführt und in Herbrechtingen wieder in die Brenz geleitet werden. Die württembergische Regierung hielt den Plan für abwegig, und die zu hohen Kosten brachten das Projekt letztendlich zum Scheitern, das Komitee zerbrach.

### Wiederaufnahme der Kanalpläne im 20. Jahrhundert
Weiterhin blieb die Idee eines Kanals über die Schwäbische Alb erhalten und im Dezember 1916 wurde der „Südwestdeutsche Kanalverein“ mit dem Ziel der Umsetzung des Neckar-Donau-Kanals mit vielen Vertretern, so zum Beispiel mit der Firma Voith, gegründet. Die Trassierung des Kanals wurde wieder überarbeitet und man plante, den Kanal durch das Filstal bis Geislingen und weiter nach Ulm zu führen.
1921 lieferten Ingenieure Pläne für einen Kanal von Plochingen über Geislingen nach Ulm, die Stuttgarter Behörden schenkten diesen Planungen aus finanziellen Gründen keine Beachtung. Trotzdem wurde noch im selben Jahr der Neckar-Donau-Staatsvertrag abgeschlossen, der drei Wasserstraßen festlegte:
1. Mannheim – Plochingen (Neckar, siehe auch Neckarkanal)
2. Plochingen – Geislingen (Fils)
3. Geislingen – Ulm (Überlandstrecke)

Bereits 1935 wurde der erste Abschnitt von Mannheim bis Heilbronn eingeweiht (siehe Hafen Heilbronn). Geleitet wurde der Bau von Otto Konz als Strombaudirektor. In der Zeit des Nationalsozialismus wurde dem Projekt von Seiten der Regierung keine Beachtung mehr geschenkt, da man alle Ressourcen für den Straßenbau benötigte.

### Letzte Planungen und das Ende des Projektes
In den Köpfen der Menschen im Filstal blieb die Idee des Kanals weiterhin bestehen. Deswegen konzipierte der neue Vorsitzende des „Südwestdeutschen Kanalvereins“ den „Süddeutschen Mittellandkanal“. In den Jahren von 1938 bis 1940 plante Otto Konz die Trasse des „Süddeutschen Mittellandkanals“. Sie sollte von Bad Überkingen nach Ulm durch einen 25 km langen Tunnel mit zwei Schiffshebewerken führen. All diese Planungen nutzten nichts. Am 11. Mai 1938 verkündete ein Gesetz, dass stattdessen ein Kanal zur Verbindung des Mains und der Donau gebaut werden sollte. Während des Zweiten Weltkriegs wurde der Bau für eine Weile unterbrochen. Im Jahr 1992 wurde der Main-Donau-Kanal schließlich fertiggestellt.

## Probleme bei der Umsetzung des Neckar-Donau-Kanals
Weil der Kanal in vielen Städten mitten durch den Ortskern führen sollte, hätten Häuser abgerissen oder die Städte großräumig umgebaut werden müssen. Am Beispiel Heidenheim sieht man das sehr deutlich. Ein umfangreicher Umbau einiger Stadtteile und der Abriss zahlreicher Häuser wären unumgänglich gewesen. Der größte Arbeitgeber der Stadt, die „Württembergische Cottun-Manufaktur“ (WCM) wäre zum Umzug gezwungen worden.
Ein weiteres Problem, das die Umsetzung der Pläne immer wieder verhindert hat, war die Überwindung der Höhe. Geplant war der Bau des Kanals über die Schwäbische Alb, das sind ca. 300 Höhenmeter, die das Schiff hätte überwinden müssen. Im ersten Plan von 1784 waren 140 Schleusen auf einer Strecke von 115 km geplant, was Hebewerke in Abständen von je 800 m bedeutet hätte. Dieser Umstand verhinderte aus finanziellen Gründen den Bau des Neckar-Donau-Kanals.